# Rhopalosomatidae
Rhopalosomatidae is een familie binnen de vliesvleugeligen (Hymenoptera). De familie is voor het eerst beschreven door Brues in 1922.

## Geslachten
- Liosphex Townes, 1977
- Olixon Cameron, 1887
- Paniscormima Enderlein, 1904
- Rhopalosoma Cresson, 1865

Daarnaast behoren ook de uitgestorven geslachten Cretolixon Lohrmann et al, 2020 en Eorhopalosoma Engel, 2008 tot de Rhopalosomatidae. Beide geslachten zijn gevonden in burmiet die stamt uit het Krijt.